# 招苏台河
招苏台河，位于中国东北地区，是辽河左岸支流，明代称大创忽儿河，清代名招斯太河，流域清初属于蒙古科尔沁分藩地域。据《梨树县地名普查》记载：蒙古王太子昭苏故于此地，故祭名昭苏太子河，后逐渐演变成今名。招苏台河发源于吉林省梨树县十家堡镇东南大黑山赫里峰南，蜿蜒向西北流至县城梨树镇中安堡村转向西流，于四棵树乡三棵树村转西南流，过喇嘛甸镇张家桥后进入辽宁省昌图县境内，自北向南纵贯昌图县西部地区，于通江口镇汇入辽河。河长212.5千米，流域面积3018平方千米。年均流量0.552亿立方米。招苏台河两岸地势平坦，两岸多为耕地，是中国重要的商品粮基地。上游的上三台水库主要向四平市城区供水。